# Cladocolea diversifolia
Cladocolea diversifolia là một loài thực vật có hoa trong họ Loranthaceae. Loài này được (Benth.) Kuijt mô tả khoa học đầu tiên năm 1980.